# The Promise (Bruce Springsteen)
The Promise è la sesta compilation di Bruce Springsteen, pubblicata nel 2010. contiene brani risalenti alle sessioni di registrazione dell'album Darkness on the Edge of Town del 1978.

## Storia
Dopo la pubblicazione nel 1975 di Born to Run  e il successivo successo ottenuto Springsteen si trovò in un contenzioso sul controllo artistico della propria musica con il manager Mike Appel che non gli permise di entrare in uno studio di registrazione per un intero anno. Quando poté rientrare in studio, per iniziare le registrazioni dei nuovi brani venne affiancato dal produttore Jon Landau; dopo un anno di lavoro in cui scrisse una settantina di canzoni ne scelse dieci tra loro collegate per il nuovo album Darkness on the Edge of Town pubblicato nel 1978.
The Promise contiene alcune brani di queste sessioni di registrazione, con qualche ritocco nel 2010. Alcuni brani pubblicati sono stati spesso suonati dal vivo, pubblicati su bootleg o in versioni diverse su altre raccolte come la title track reincisa nel 1999 su 18 Tracks.

## Tracce
Disco 01
1. "Racing in the Street" ('78) – 6:49
2. "Gotta Get That Feeling" – 3:17
3. "Outside Looking In" – 2:16
4. "Someday (We'll Be Together)" – 5:35
5. "One Way Street" – 4:19
6. "Because the Night" – 3:25
7. "Wrong Side of the Street" – 3:34
8. "The Brokenhearted" – 5:19
9. "Rendezvous" – 2:37
10. "Candy's Boy" – 4:38

Disco 02
1. "Save My Love" – 2:37
2. "Ain't Good Enough for You" – 4:01
3. "Fire" – 4:08
4. "Spanish Eyes" – 3:50
5. "It's a Shame" – 3:14
6. "Come On (Let's Go Tonight)" – 2:18
7. "Talk to Me" – 4:20
8. "The Little Things (My Baby Does)" – 3:17
9. "Breakaway" – 5:30
10. "The Promise" – 5:52
11. "City of Night" - 7:05,
12. "The Way" (traccia nascosta) – 3:45

### Edizione celebrativa
Contiene la versione rimasterizzata di Darkness on the Edge of Town, gli inediti di The Promise oltre a 3 DVD con un concerto del tour del 1978, la rilettura dell'album da parte di Springsteen nel 2009 ed il documentario The Promise: The Making of Darkness on the Edge of Town di Thom Zimny.

## Classifica
| Classifica (2010) | Posizione massima |
| ----------------- | ----------------- |
| Europa            | 2                 |
| Germania          | 1                 |
| Spagna            | 1                 |